# Wilaya de Béchar

Organisation territoriale

La wilaya de Béchar (/be.ʃaʁ/ ; en arabe : ولاية بشار / en berbère: ⵜⴰⵡⵉⵍⵢⵜ l   ⴱⴻⵛⴰⵔ) est une wilaya algérienne située dans l'ouest du Sahara algérien fondée en 1974. Elle correspond à une partie de l'ancienne wilaya de la Saoura.

## Géographie
La wilaya de Béchar est limitée :
- au nord par la wilaya de Naâma ;
- à l'est par la wilaya d'El Bayadh ;
- au sud par les wilayas d'Adrar et de Tindouf ;
- à l'ouest par le Maroc.

|       | Naâma            |           |
| Maroc | wilaya de Béchar | El Bayadh |
|       | Adrar, Tindouf   |           |

## Histoire
La wilaya de Béchar est créée dans les années 1970, auparavant elle dépendait de la wilaya de la Saoura, elle est composée de 11 communes à cette époque. Lors du découpage de 1985, 10 nouvelles communes ont été créées dans la wilaya de Béchar ainsi que la wilaya de Tindouf.
En 2019, la nouvelle wilaya de Béni Abbès est créée dans le territoire de la wilaya.
Au même titre que la wilaya de Tindouf, ce territoire a été disputé jusqu'en 1992 par le royaume Chérifien voisin après la guerre des sables.

## Organisation de la wilaya

### Walis
Le poste de wali de la wilaya de Béchar a été occupé par plusieurs personnalités politiques nationales depuis 1974.
| N° | Wali                      | Début              | Fin               |
| -- | ------------------------- | ------------------ | ----------------- |
| 1  | Mohamed Semmache          | 17 septembre 1974  | 31 août 1978      |
| 2  | Mohamed Chérifi           | 1er septembre 1978 |                   |
| 3  | Mohamed Ouahcène Oussedik |                    | 26 juillet 1989   |
| 4  | Ahmed Zoulim              | 26 juillet 1989    | 29 juillet 1990   |
| 5  | Djamel Djaghroud          | 29 juillet 1990    | 21 août 1991      |
| 6  | Brahim Merad              | 21 août 1991       | 30 juin 1994      |
| 7  | Allel Birady              | 30 juin 1994       |                   |
| 8  |                           |                    |                   |
| 9  | Mohamed Saïd Chekini      |                    | 11 juillet 1995   |
| 10 | Mohamed Mounib Sendid     | 11 juillet 1995    | 13 août 2000      |
| 11 | Ahmed Touhami Hammou      | 13 août 2000       | 17 août 2004      |
| 12 | Brahim Boukherrouba       | 17 août 2004       | 12 mars 2006      |
| 13 | Azzedine Mecheri          | 12 mars 2006       | 30 septembre 2010 |
| 14 | Abdelghani Zalène         | 30 septembre 2010  | 24 octobre 2013   |
| 15 | Mohamed Salamani          | 24 octobre 2013    | 22 juillet 2015   |
| 16 | Mohamed Medjdoub          | 22 juillet 2015    |                   |
| 17 | Dziri Toufik              |                    |                   |
| 18 | Mebarki Mohamed           |                    |                   |
| 19 | Mohamed Belkateb.         | 31 août 2020       | 17 juin 2021      |
| 20 | Mohamed Saïd Ben Kamou    | 25 août 2021       | 20 janvier 2025   |
| 21 | Ahmed Benyoucef           | 20 janvier 2025    | en cours          |

### Wilaya déléguée
| Code | Wilaya déléguée               | Daïras                                                       |
| ---- | ----------------------------- | ------------------------------------------------------------ |
| 1    | Wilaya déléguée de Béni Abbès | Béni Abbès, Kerzaz, El Ouata, Tabelbala, Ouled Khoudir, Igli |

### Daïras
La wilaya de Béchar compte 6 daïras.

### Communes
La wilaya de Béchar compte 11 communes.

## Ressources hydriques
La wilaya de Béchar comprend le barrage de Sed Jarf Etourba.
En septembre 2021, interpellé sur la pénurie d'eau dans la wilaya, le wali déclare que « cette situation est due à la colère de Dieu qui s’acharne contre nous à cause de nos agissements sur terre ».

## Santé
- Hôpital Boudjemaa Tourabi de Béchar[19].
- Hôpital de Béni Abbès.
- Hôpital de Abadla.
- Hôpital Mohamed Boudiaf de Debdaba.
- Hôpital de Béni-Ounif[20].
- Hôpital de Kerzaz.